# Supercoppa italiana 2001 (pallacanestro maschile)
La Supercoppa italiana 2001 fu la 7ª supercoppa italiana di pallacanestro maschile. Disputata per la prima volta tra quattro squadre, fu vinta, per la seconda volta, da Pall. Treviso.

## Formula
La formula adottata è stata quella della Final Four, cui sono state ammesse le squadre classificatesi ai primi quattro posti della Serie A1 2000-2001.

## Tabellone
|  | Semifinali | Semifinali        | Semifinali |             |    | Finale        | Finale | Finale |  |
|  |            |                   |            |             |    |               |        |        |  |
|  | 4          | Pall. Treviso     | 100        |             |    |               |        |        |  |
|  | 4          | Pall. Treviso     | 100        |             |    |               |        |        |  |
|  | 1          | Virtus Bologna    | 95         |             |    |               |        |        |  |
|  | 1          | Virtus Bologna    | 95         |             |    | Pall. Treviso | 88     |        |  |
|  |            |                   |            |             |    | Pall. Treviso | 88     |        |  |
|  |            |                   |            | V.L. Pesaro | 71 |               |        |        |  |
|  | 2          | V.L. Pesaro       | 92         | V.L. Pesaro | 71 |               |        |        |  |
|  | 2          | V.L. Pesaro       | 92         |             |    |               |        |        |  |
|  | 3          | Fortitudo Bologna | 78         |             |    |               |        |        |  |